# (73356) 2002 JP146
(73356) 2002 JP146 – planetoida z pasa głównego asteroid okrążająca Słońce w ciągu 4,13 lat w średniej odległości 2,57 j.a. Odkryta 15 maja 2002 roku.